# 3-idrossiantranilato ossidasi
La 3-idrossiantranilato ossidasi è un enzima appartenente alla classe delle ossidoreduttasi, che catalizza la seguente reazione:
3-idrossiantranilato + O2 ⇄ 6-immino-5-ossocicloesa-1,3-dienecarbossilato + H2O2